# Győzedelmes Hercules temploma
A Győzedelmes Hercules temploma, latinul Hercules Victor vagy Hercules Olivarius temploma (olaszul Tempio di Ercole Vincitore vagy Tempio di Ercole Oleario) Rómában, az egykori Forum Boariumon, a mai Piazza Bocca della Verità-n található. Kör alaprajzú, a görög peripterosz elrendezést követve oszlopsorral koszorúzott épület. Ez az alaprajzi rendszer a Vesta-templomokéval rokonítható, ezért sokáig a Vesta-szüzek templomának vélték, de mára bizonyosságot nyert, hogy valójában Hercules tiszteletére emelték, a Palatinuson lakozó Cacus megölésének emlékére. Hercules oltárt állított győzelme helyén és ez alakult át lassanként templommá. Ettől függetlenül a római köznyelv és az útikönyvek egy része is Vesta-templomként (Tempio di Vesta) ismeri, illetve ismerteti.

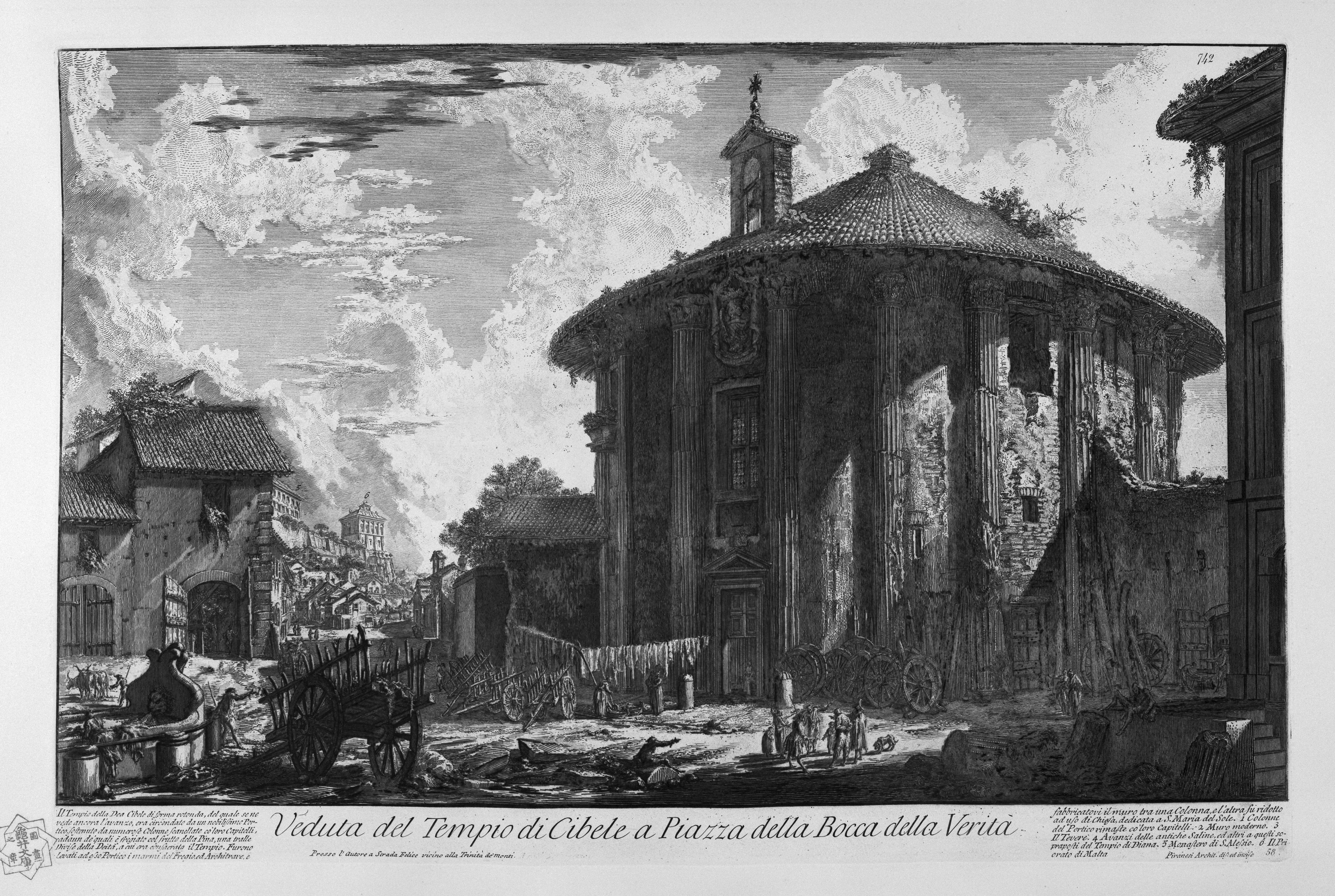
Giambattista Piranesi metszete a 18. századból, Cybele-templomként azonosítva.

A templomot i. e. 120 körül egy gazdag római kereskedő, Marcus Octavius Herrenus építtette Hercules, az olajbogyókereskedők oltalmazója tiszteletére (Hercules Olivarius). Ezt egy a templomban talált dedikáció erősíti meg. Azonban a közelben egy másik alapítói dedikációt is találtak, amely szerint i. e. 145-ben Lucius Memmius kezdte el építeni és három évvel később, censorsága alatt avatta fel. Achaea felett aratott győzelme emlékére Hercules Victornak szentelte a templomot. A magyarázat talán az lehet, hogy két évtizeddel az avatás után felújították, átépítették vagy kibővítették. Építésze Hermodorus volt.
A 14,8 méter átmérőjű, húsz, egyenként 10,66 méter magas korinthoszi oszloppal körbevett kör alapú márványcella tufaalapzatra épült. Az épületet megkoronázó architráv és tetőzet az idők során megsemmisült, az oszlopfőket két darabból faragták, ezért több ezek közül is teljesen összetört. A ma látható fedélszerkezet középkori felújítás eredménye. A felhasznált szürke márványt a görögországi Pentelikonból hozták. Eredetileg valószínűleg monopterosz volt, ami a heroónok általános jellemzője. Korán átalakították azonban peripterosszá.
Keresztény templommá alakították, majd 1132-ben Szent Istvánnak szentelték (Santo Stefano delle Carrozze, majd a 17. századtól Santa Maria del Sole néven működött), az oltár feletti freskó 1475-ből származik. A padlózaton IV. Szixtusz pápa emléktáblája látható. Valamikor a középkorban át is építették, a tetőre harangtornyot emeltek és az oszlopok vonala mellé falat építettek, a bejárat elé egy melléképületet is felhúztak. A 18. században biztosan ez az állapot állt fenn, mivel Giambattista Piranesi építész rézkarcai és más látképek így ábrázolják. Ebben az időben Kübelé (Cybele) templomának gondolták. A későbbi átalakítások nyoma sem látszik ma már.

## Lásd még
- Római vallások

## Külső hivatkozások
- Templum Herculi Victori